# Santa Maria della Salute (Nápoly)
A Santa Maria della Salute egy nápolyi templom. 1586-ban építették a kapucinusok számára a város falain kívül. Később az Ágoston-rendiek majd a ferencesek tulajdonába került, akik bővítették, restaurálták a templomot. Az eredeti díszítésből fennmaradtak a Szent Elek életét ábrázoló freskók az oldalkápolnákban (Malavito alkotása).

## További információ
- A Wikimédia Commons tartalmaz Santa Maria della Salute témájú kategóriát.